# František Xaver II. Krakowský z Kolowrat
František Xaver II. hrabě Krakowský z Kolowrat (5. červen 1803 Týnec – 15. červen 1874 Strakonice) byl příslušník krakovské větve šlechtického rodu Kolovratů a 58. český velkopřevor řádu Maltézských rytířů (1867–1874).

## Život a kariéra
Narodil se 5. června 1803 v Týnci jako šestý syn a osmé ze 16 dětí hraběte Arnošta Josefa Krakowského z Kolowrat (11. říjen 1774 Týnec – 23. prosinec 1830 Klatovy) a jeho manželky (sňatek 28. leden 1795) baronky Johany Helversenové z Helversheimu (8. listopad 1776 – 19. březen 1839 Praha).
Po vstupu do řádu zastával nejrůznější funkce, zejména úřad receptora, který měl na starosti příjem důchodů. Před svým ustanovením velkopřevorem jej řádový místodržitel Fra Alessandro Borgia (1865–1872) jmenoval řádovým vyslancem u císařského dvora ve Vídni.
Ještě jako řádový velkobailli a komtur opavský (1847–1867) inicioval vznik prvního vojenského lazaretu Maltézského řádu, a to několik dní před vypuknutím prusko-rakouské války. Lazaret sloužil raněným až do konce roku 1866.
V roce 1867 získalo české velkopřevorství panství Dětenice na Jičínsku. Velkopřevor Kolowrat do Dětenic rád jezdil, a dokonce se stal čestným občanem obce. Za jeho vlády tvořily panství Dětenice vedle zámku s parkem také dvory Dětenice, Nový Dvůr, Osenice a Filipín o celkové výměře 370 ha a dále pak pivovar, cihelna, vinopalna a 2 mlýny. 2. prosince 1867 byl na řádovém shromáždění uznán za velkopřevora a ujal se svého úřadu. Hned v roce 1867 zahájil přeměnu jižního hradebního příkopu u strakonického hradu na romantický park. Zasloužil se také o stavbu nového železného mostu přes řeku Otavu. V roce 1870 navrhl užívání uniforem pro členy řádu. Tato myšlenka se ujala a v roce 1879 byly vydány předpisy o vzhledu uniforem pro celý řád.
Dosáhl řady důstojenství. Byl císařským skutečným tajným radou a komořím, stal se doživotním členem rakouské panské sněmovny, tedy horní komory říšské rady.
Pokud nepobýval u dvora ve Vídni či na cestách, zdržoval se většinou ve Strakonicích, kde také 15. června 1874 zemřel a byl v řádové kapli sv. Vojtěcha ve Strakonicích pochován.
V hlavním řádovém kostele Panny Marie pod řetězem na Malé Straně v Praze visí na epištolní straně na stěně nad první klenbou do postranní lodi jeho oválný štít s malovaným erbem na zlaceném plechu.

### Vyznamenání
Byl rytířem řádu Leopoldova a komturem portugalského řádu Kristova.